# Oliviero Malaspina
Oliviero Malaspina (Vallechiara di Menconico, 27 ottobre 1961) è un cantautore, scrittore e poeta italiano.

## Biografia
Nato nel pavese da un ramo secondario della famiglia Malaspina, si dedica all'attività letteraria e poetica fin dagli anni Ottanta (con la prima raccolta Il ballo della fanciulla in fiamme nel 1986), fino a conseguire la laurea in Lettere moderne e svolgendo brevemente l'attività di insegnante supplente nelle scuole superiori. In questo periodo inizia a dedicarsi anche all'attività musicale, mettendo a frutto la sua formazione come chitarrista.
Tra i 1990 e il 1993 è tra i vincitori della 1ª, 2ª e 4ª edizione del Premio Città di Recanati, dove presenta le canzoni Romanzo popolare, Figlio di un do minore e Appunti su carta velina.
Nel 1995 esordisce con il suo primo album solista: Caravaggio (Peer sauthern/CNI), mentre nel 1996 è la volta del suo secondo album Hai! Hai! Hai! per gli stessi editore e distributore. Dopo la scomparsa di Fabrizio De André, che lo aveva scelto nel 1998 per collaborare nel suo prossimo album mai ultimato per la morte del cantautore genovese nel gennaio 1999, supera un periodo difficile, tra alcool e psicofarmaci, e torna all'attività musicale nel 2002 con l'uscita del suo terzo album Benvenuti mostri! (Target/Sony): lo stesso anno partecipa al Premio Tenco.
Nel 2003 è ospite al festival della canzone popolare e d'autore Musicultura dove, presentato da Alba Parietti, canta diversi suoi brani compreso un duetto con Eugenio Finardi sulla sua canzone Benvenuti mostri!, mentre nel 2004 collabora all'album E ci chiamano poeti di Flavio Oreglio, dove Malaspina è coautore anche del brano che dà il titolo all'album stesso ed è presente nel DVD tratto dal successivo tour teatrale dello stesso Oreglio registrato al teatro ciak Milano ed edito da Mondadori. Nel 2005 esce il suo quarto album, Marinai di terra (Purple Eye/GAL).
Nello stesso periodo collabora anche nell'album Malocuore di Stefano Tessardi, dove è presente anche nel duetto con Tessardi del brano Ballata degli Impiccati.
Tra il 2007 e il 2010 collabora con Raphael Gualazzi per l'album Reality and Fantasy, che lo vede coautore di diversi brani, compresa la bonus track Zuccherino dolce, da cui è tratto anche un videoclip.
Nel 2009 viene edito il suo libro di racconti dal titolo "I racconti del pesce che piange e che ride". Nel 2011 è insignito del premio del Club UNESCO "Messaggero di pace" per la musica e la poesia. Nello stesso periodo è coautore del brano Disegni nel vento, cantata da Roberto Amadè.
A maggio 2014 esce il suo quinto album di inediti dal titolo Malaspina per Hydra Music/Lupo Editore. Con l'album viene prodotto anche un videoclip ufficiale con la regia di Umberto Baccolo e girato a Berlino del brano Volevo essere la Luna sui campi. All'uscita dell'album segue un breve tour promozionale, accompagnato da Giorgio Piccione e Carlo Cosi.
Nel 2017 pubblica un secondo libro di racconti: "La prossima volta saremo felici" per le Edizioni Galata di Genova.
Nel 2018 firma la colonna sonora originale di un cortometraggio diretto da Umberto Baccolo, Se fossi ME, prodotto da Arcigay, nel quale giovani transessuali raccontano le loro emozioni e problematiche. All'inizio del 2019 replica la collaborazione firmando le musiche di Baccolo in omaggio a Sciole' appena prima della fine del mondo, corto dove i co-registi Baccolo e l'autore sperimentale Flavio Sciole e Malaspina si confrontano artisticamente sul tema di apocalisse, morte e rinascita.
Nel 2019 pubblica con Giuseppe Cristaldi il libro Drammaturgia degli Invissuti, edito da Fallone Editore e adottato come libro di testo della facoltà di Psicologia dell'Università Salesiana di Torino Rebaudengo). Nello stesso anno, Malaspina è contributore della rivista di critica letteraria Satisfiction.
Nel 2021 fa il suo ingresso nell'etichetta Tilt Music Production e in dicembre pubblica il nuovo singolo dal titolo Il bisogno più profondo. Inoltre, è coautore del singolo Gira Gira di La Ciotta, insieme a Luca Rustici e Philippe Leon, brano da cui è stato tratto un video.
Nel 2022 canta nel brano "Parole dal Mare" contenuto nell'album Canzoni in Verticale di Andrea Pavoni. Dopo avere rescisso il contratto con Tilt Music Production, ha siglato un accordo con La Stanza Nascosta Records.

### La collaborazione con la famiglia De André
Nel 1995 inizia anche la sua lunga collaborazione con la famiglia De André: in quest'anno è coautore del brano Notti di Genova dell'album Sul confine di Cristiano De André.
Nel 1998 viene scelto da Fabrizio De André come coautore del suo prossimo album, mai ultimato a causa della morte di De André stesso: il filo conduttore dell'intero album era la notte. Nell'ultimo tour del cantautore genovese, nel corso dell'estate 1998, Malaspina apre i concerti con i propri brani. Dopo la scomparsa di Fabrizio, nel 2000 prende parte al concerto Faber, amico fragile, tenutosi a Genova alla memoria dello stesso Fabrizio De André, cantando Canzone del padre dall'album Storia di un Impiegato, presente anche nell'album doppio tratto dall'evento (BMG/Nuvole). Con lo stesso Fabrizio aveva concepito inoltre un altro progetto mai terminato, un libro intitolato Dizionario dell'ingiuria: i progetti di Malaspina con Fabrizio costituiscono un capitolo del saggio di Riccardo Bertoncelli Belìn, sei sicuro?.
Tra il 2001 e il 2003 riprende la collaborazione con Cristiano, dopo qualche tempo, per i due album Scaramante (2001), che riceve il Premio Lunezia 2002 per il suo valore Musical-letterario e che lo vede coautore della maggior parte dei brani tra cui entrambi i singoli Lady Barcollando e Le quaranta carte, e in Un giorno nuovo (2003), di cui è coautore anche del singolo omonimo, presentato a Sanremo 2003.
Nel 2013 collabora nell'album Come in cielo così in guerra di Cristiano De André, a cui dà un apporto fondamentale nella parte testuale e che lo vede come coautore in diversi brani, tra cui il singolo Non è una favola, Credici, La bambola della discarica e altri.
Nel 2016 scrive la prefazione al libro autobiografico di Cristiano De André La versione di C. edito da Mondadori Libri. Scrive poi la prefazione per la riedizione edita da Nicola Pesce Editore del romanzo a fumetti Uomo Faber (2010) di Fabrizio Càlzia e Ivo Milazzo sulla vita di Fabrizio De André.

## Discografia[29]
- 1995 - Caravaggio (Peer sauthern/CNI)
- 1996 - Hai! Hai! Hai! (Peer sauthern/CNI)
- 2002 - Benvenuti Mostri! (Target/SonyMusic)
- 2005 - Marinai di terra (Purple Eye/GAL)
- 2014 - Malaspina (Hydra/Ululati)
- 2021 - Il Bisogno più profondo (Tilt Music Production/SottileVerticale Music)

### Collaborazioni
- 1995 - Sul confine - Cristiano De André
- 1999 - Notturni - Fabrizio De André (incompiuto)[30]
- 2001 - Scaramante - Cristiano De André
- 2003 - Un giorno nuovo (Live in studio) - Cristiano De André
- 2004 - E ci chiamano poeti - Flavio Oreglio
- 2005 - Malocuore - Stefano Tessadri
- 2007-2010 Tutor e collaboratore per l'album Reality And Fantasy - Raphael Gualazzi
- 2013 - Come in cielo così in guerra - Cristiano De André

## Poesia
- Il ballo della fanciulla in fiamme, Edizioni Guardamagna, 1986
- Vivere davanti alla luna fredda, Edizioni Guardamagna, 1994
- AAVV Genova international poetry festival, Ed De Ferraris 1999

## Narrativa e saggistica
- Oliviero Malaspina, I racconti del pesce che piange e che ride, Edizioni Saecula, 2009, ISBN 978-88-903238-4-3.
- Oliviero Malaspina, La prossima volta saremo felici, Galata, 2017, ISBN 88-95369-50-5.
- Oliviero Malaspina e Giuseppe Cristaldi, Drammaturgia degli invissuti, Fallone, 2019, ISBN 978-88-85535-12-1.
- Antonella Spalluto, Fabrizio Càlzia e Oliviero Malaspina, Parto, Galata, 2019, ISBN 978-88-95369-64-8.
- (Saggio) AAVV, "Milano e il suo territorio: indagine sociolinguistica", Ed. Silvana, Regione Lombardia, 1984.
- (Saggio) AAVV, "Appunti semiologici sulla lingua dei cantastorie", FORMicona Editrice, Pavia, 1985.

## Premi e riconoscimenti
- 1990, 1991, 1993: premio Musicultura
- 2001: premio "Lunezia" (con Cristiano De André)
- 2004: premio della critica Sermide, Mantova
- 2005: MGM Los Angeles, "migliore songwriter italiano"
- 2006: il CNR pubblica "Notti di Genova" in "Porta dei canti", con Fossati, Fabrizio De André e altri non meno importanti
- 2011: Premio UNESCO per musica e poesia "Messaggero di Pace"
- 2025: Premio Civilia[31]